# طراحی چشم‌انداز

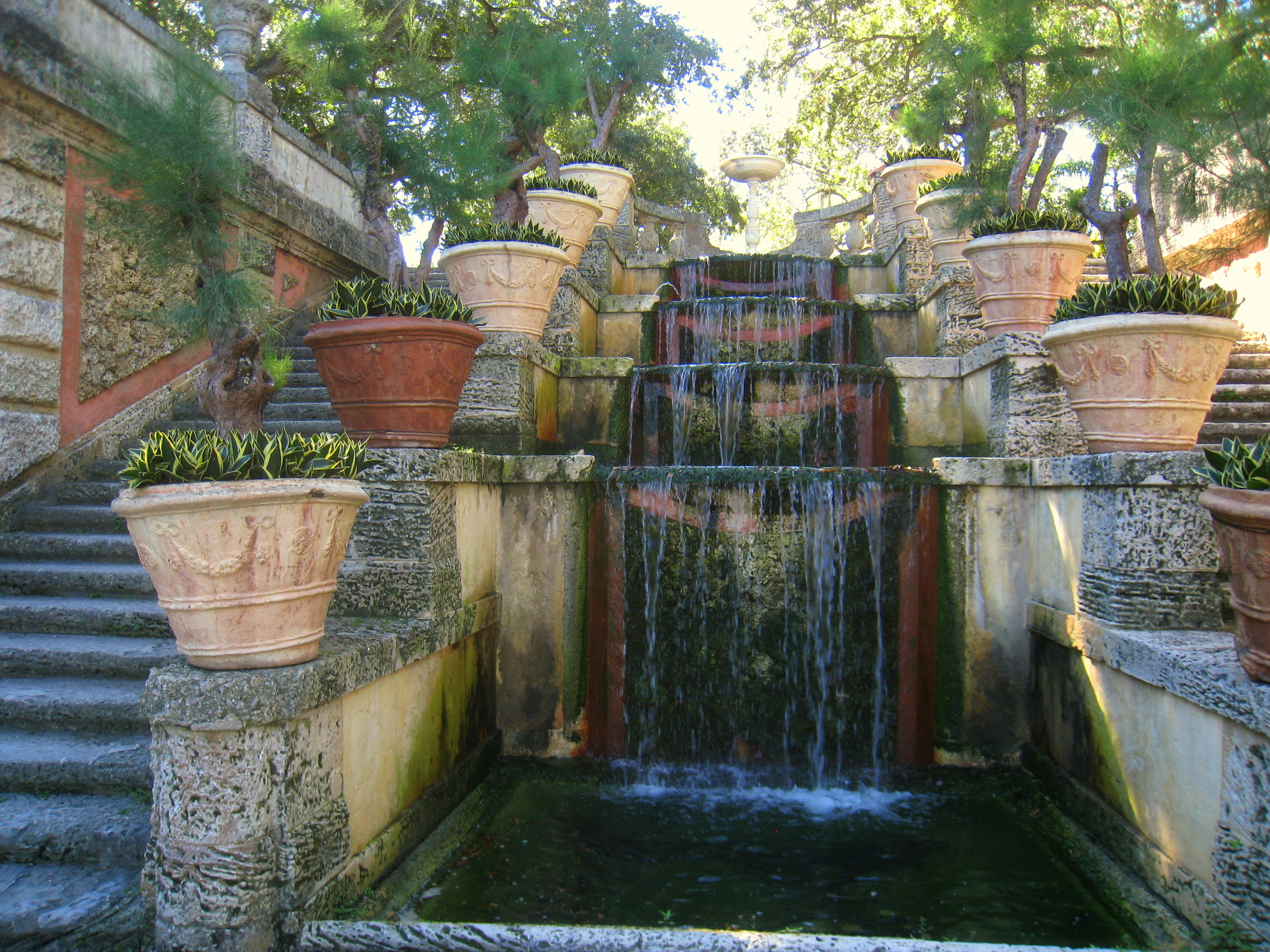
آب پله چشمه در باغ ویلای Vizcaya

طراحی چشم‌انداز، طراحی باغ و منظر یا طراحی باغ و پارک (به انگلیسی: Landscape design) یک حرفه غیروابسته و یک طراحی و هنر سنتی می‌باشد، که توسط طراحان چشم‌انداز با ترکیب فرهنگ و طبیعت انجام می‌گیرد. در روش معاصر، طراحی چشم‌انداز فضا بدون معماری، چشم‌انداز و طراحی باغ را به یکدیگر مرتبط می‌سازد.
طراحی منظر بر هر دو ارشد پیوسته برنامه‌ریزی منظر و طراحی عناصر منظر ویژه باغ و و گیاهان درون آن متمرکز است. کاربردی، زیبایی‌شناسی، باغبانی و پایداری محیط از اجزای طراحی منظر می‌باشند. اغلب به طراحی منظر سخت و طراحی منظر نرم تقسیم می‌شود. طراحان منظر اغلب با رشته‌های مرتبط مانند معماری و جغرافیا، مهندسی خاک و عمران، نقشه‌برداری، محوطه سازی، گیاه‌شناسی و صنعتگران در ارتباط است. .

## اهداف طراحی
طراحی پروژه ممکن است مستلزم دو نقش مختلف طراحی منظر و معماری منظر باشد.
- طراحی منظر معمولاً از ترکیب‌های هنری و هنرهای دستی، ظرافت‌ها و تخصص باغبانی و تأکید بر دخالت دقیق عوامل سایت که از مراحل کانسپت یا مفهومی تا ساخت نهایی را شامل می‌شود.
- معماری منظر بیشتر بر برنامه‌ریزی شهری، پارک‌های شهری و منطقه ای، منظر شهروندی و مشارکتی، پروژه‌های میان رشته‌ای در مقاس بزرگ و امور بعد از اتمام طراحی پیمانکاران متمرکز است.

اشتراکات قابل توجهی از استعداد و مهارت بین این دو نقش، بسته به تحصیلات، مدرک، تجربه کار حرفه‌ای می‌تواند وجود داشته باشد. هم طراحان منظر و هم معماران منظر، طراحی منظر را انجام می‌دهند.

## روش طراحی
فاکتورها یا عوامل طراحی شامل کیفیت‌های عینی از قبیل: آب و هوا و آب و میکروکلایمت ها؛ توپوگرافی و جهت‌گیری؛ زهکشی سایت و تغذیه آب‌های زیرزمینی؛ کد منابع ساختمانی و شهری؛ خاک و آبیاری؛ دسترسی پیاده و سواره و سیرکولاسیون؛ امکانات تفریحی (ورزش و آب)؛ مبلمان و نورپردازی؛ گونه‌های گیاهان بومی و طبیعی موجود؛ امنیت و حریم مالکیت؛ جزئیات ساخت و ساز و سایر ملاحظات قابل اندازه‌گیری می‌باشد.
فاکتورها یا عوامل طراحی نیز شامل کیفیت ذهنی از قبیل؛ حس مکان (تأکید بر کیفیت ویژه سایت)؛ نیازها و ترجیحات ارباب رجوع؛ گیاهان و عناصر مطلوب برای حفظ، تغییر، جایگزینی در سایت؛ و اینکه احتمال وام گرفتن از منظر پس زمینه borrowing of scenery ("shakkei") و فراتر از دسترس در طراحی؛ ترکیب‌های پرسپکتیو هنری هم از بیرون و هم از درون؛ توسعه و تعاریف فضایی با استفاده از خطوط؛ حس مقیاس؛ توازن و تقارن؛ پالت رنگی گیاهان؛ نقاط کانونی هنری برای لذت بردن، می‌باشد. سایر ملاحظات و عوامل طراحی بی شماری در فرایند طراحی پیچیده یک باغ وجود دارد تا زیبا، با عملکرد خوب و موفق در طول زمان باشد.

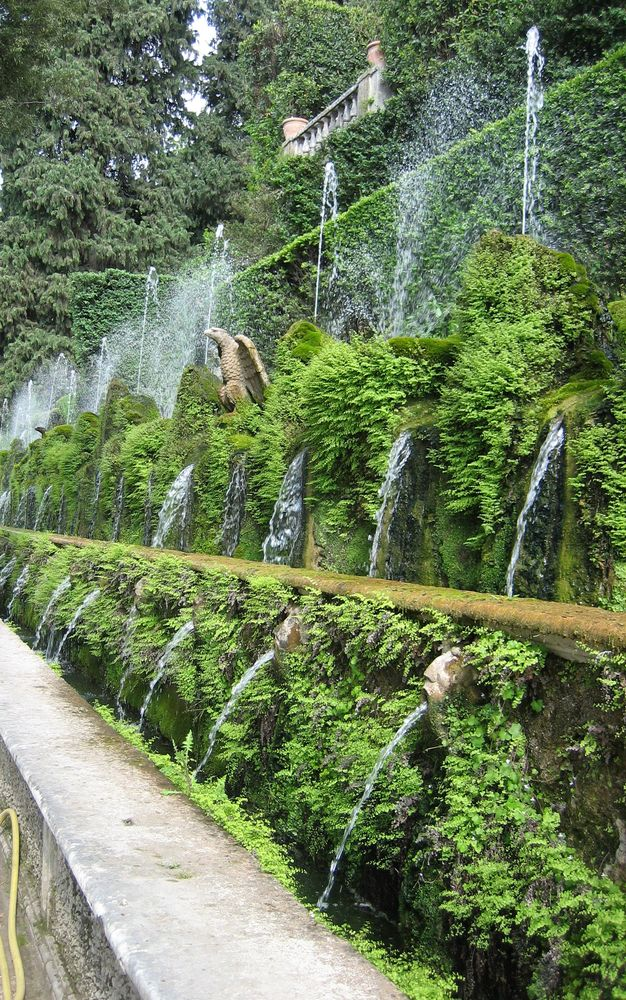
آب‌نمای ویلای استه

## باغبانی
بسیاری از طراحان چشم‌انداز باید علاقه و مشارکت با باغبانی شخصاً یا حرفه ای. برخی از ادغام این حوزه با طراحی خود عمل غیررسمی یا به عنوان مجوز پیمانکاران چشم‌انداز. باغ پویا و نه ایستا پس از ساخت و کاشت در حال تکمیل و به‌طوری که در برخی از راه‌های " هرگز انجام می‌شود.' درگیری با چشم‌انداز مدیریت و جهت جریان باغ جهت تکامل و مراقبت بستگی به حرفه‌ای و نیازهای مشتری و تمایلات است. به عنوان با دیگر مرتبط چشم‌انداز رشته وجود دارد می‌تواند با هم تداخل دارند از خدمات ارائه شده تحت عنوان چشم‌انداز طراح یا حرفه‌ای باغبان.
در طراحی همه باغ‌ها، عناصر تشکیل دهنده مشترکی وجود دارد، اما محوطه سازی هر باغ طراحی و چیدمان منحصر به خود را دارد. هیچ دو باغی در دنیا شبیه هم نیستند. هریک، معنی و انرژی و عواطف مخصوص به خود را دارند. طراحی دکوراسیون آرین پاراکس.